# Paweł Łoziński (anatom)
Paweł Łoziński (ur. 13 grudnia 1883 w Krakowie, zm. 17 lutego 1942 tamże) – polski zoolog-anatom.

## Życiorys
Syn sędziego sądu krajowego Jana Łozińskiego i Marii Hayling de Degenfeld. Po ukończeniu w 1902 gimnazjum św. Anny studiował przez cztery lata nauki przyrodnicze na Wydziale Filozoficznym Uniwersytetu Jagiellońskiego (UJ) pod kierunkiem prof. Kazimierza Kostaneckiego. W 1907 przedstawił pracę "O budowie histologicznej serca małży" i uzyskał tytuł doktora nauk filozoficznych w zakresie zoologii, a następnie przez dwa lata był asystentem prof. Henryka Hoyera. W 1909 został wykładowcą przyrody i towaroznawstwa w krakowskiej Akademii Handlowej, a dwa lata później równolegle rozpoczął pracę naukową w Zakładzie Histologii UJ, a od 1921 w Zakładzie Anatomii Porów. W 1923 uzyskał stopień doktora habilitowanego na podstawie rozprawy "Badania histologiczne nad jelitem larwy mrówkolwa" i rozpoczął prowadzenie wykładów zleconych z histologii, embriologii i anatomii porównawczej na Wydziale Filozoficznym UJ. W 1934 otrzymał mianowanie na profesora tytularnego UJ, dwa lata później przeniósł się na Wydział Rolniczy UJ, a rok później zakończył pracę w Akademii Handlowej. W 1939 został aresztowany w ramach akcji Sonderaktion Krakau i uwięziony w obozie Sachsenhausen (KL), zwolniony ze względów zdrowotnych powrócił do Krakowa, gdzie wkrótce zmarł.
Spoczywa na cmentarzu Rakowickim (kwatera S-płn.).

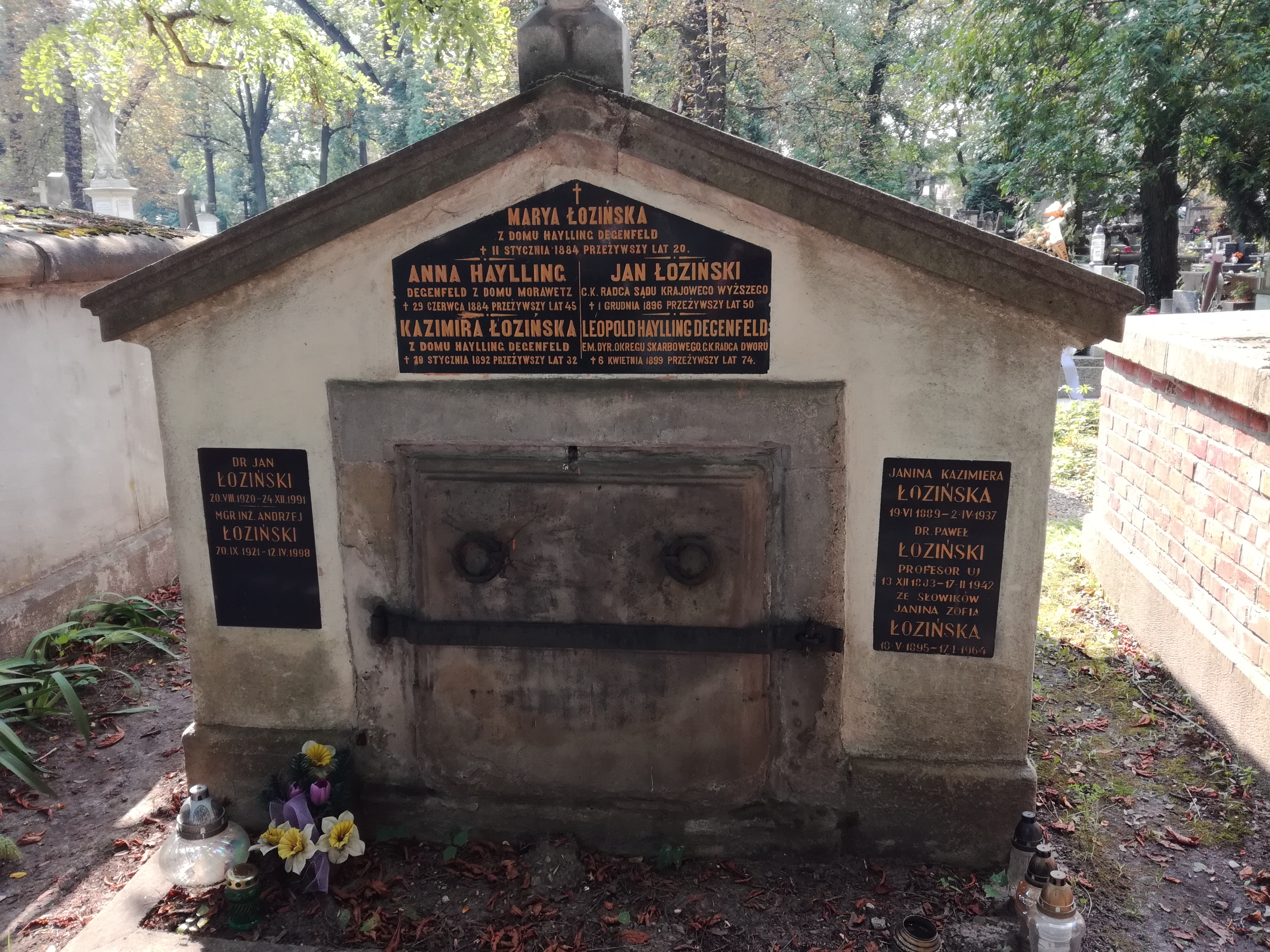
Grób prof. Pawła Łozińskiego na cmentarzu Rakowickim

## Praca naukowa
Przedmiotem badań naukowych Pawła Łozińskiego była anatomia, histologia i cytologia owadów, na ich podstawie ogłosił kilkanaście prac naukowych. Pracował nad systematyką błonkówek, opisał wiele gatunków, z czego dwadzieścia cztery dotyczyły grzebaczowatych (Sphecidae). Współpracował z Komisją Fizjograficzną Polskiej Akademii Umiejętności.
Opisał budowę narządów wewnętrznych larw mrówkolwa oraz doprowadził do rozwiązania spornych kwestii dotyczących rozwoju gruczołów przędnych larw osy.